# Tennistoernooi van Rosmalen 2018
|                                            |  |                                        |
| Aleksandra Krunić, winnares bij de vrouwen |  | Richard Gasquet, winnaar bij de mannen |

Het tennistoernooi van Rosmalen van 2018 werd van maandag 11 tot en met zondag 17 juni 2018 gespeeld op de grasbanen van het Autotron Expodome in de Nederlandse plaats Rosmalen, onderdeel van de gemeente 's-Hertogenbosch. De officiële naam van het toernooi was Libéma Open.
Het toernooi bestond uit twee delen:
- WTA-toernooi van Rosmalen 2018, het toernooi voor de vrouwen
- ATP-toernooi van Rosmalen 2018, het toernooi voor de mannen

## Toernooikalender
| Rosmalen          | juni 2018 | juni 2018 | juni 2018 | juni 2018 | juni 2018 | juni 2018   | juni 2018    | juni 2018    | juni 2018 |
| Rosmalen          | maa 11    | din 12    | woe 13    | woe 13    | don 14    | vrĳ 15      | vrĳ 15       | zat 16       | zon 17    |
| ----------------- | --------- | --------- | --------- | --------- | --------- | ----------- | ------------ | ------------ | --------- |
| vrouwenenkelspel  | 1e ronde  | 1e ronde  | 2e ronde  | 2e ronde  | 2e ronde  | 2e ronde    | kwartfinale  | halve finale | finale    |
| mannenenkelspel   | 1e ronde  | 1e ronde  | 2e ronde  | 2e ronde  | 2e ronde  | kwartfinale | kwartfinale  | halve finale | finale    |
| vrouwendubbelspel | 1e ronde  | 1e ronde  | 1e ronde  | 2e ronde  | 2e ronde  | 2e ronde    | halve finale | finale       |           |
| mannendubbelspel  | 1e ronde  | 1e ronde  | 1e ronde  | 2e ronde  | 2e ronde  | 2e ronde    | halve finale | finale       |           |

ATP-toernooi van Rosmalen – WTA-toernooi van Rosmalen

1996 · 1997 · 1998 · 1999 · 2000 · 2001 · 2002 · 2003 · 2004 · 2005 · 2006 · 2007 · 2008 · 2009 · 2010 · 2011 · 2012 · 2013 · 2014 · 2015 · 2016 · 2017 · 2018 · 2019 · 2020-2021 · 2022 · 2023 · 2024